# Terra Sirenum

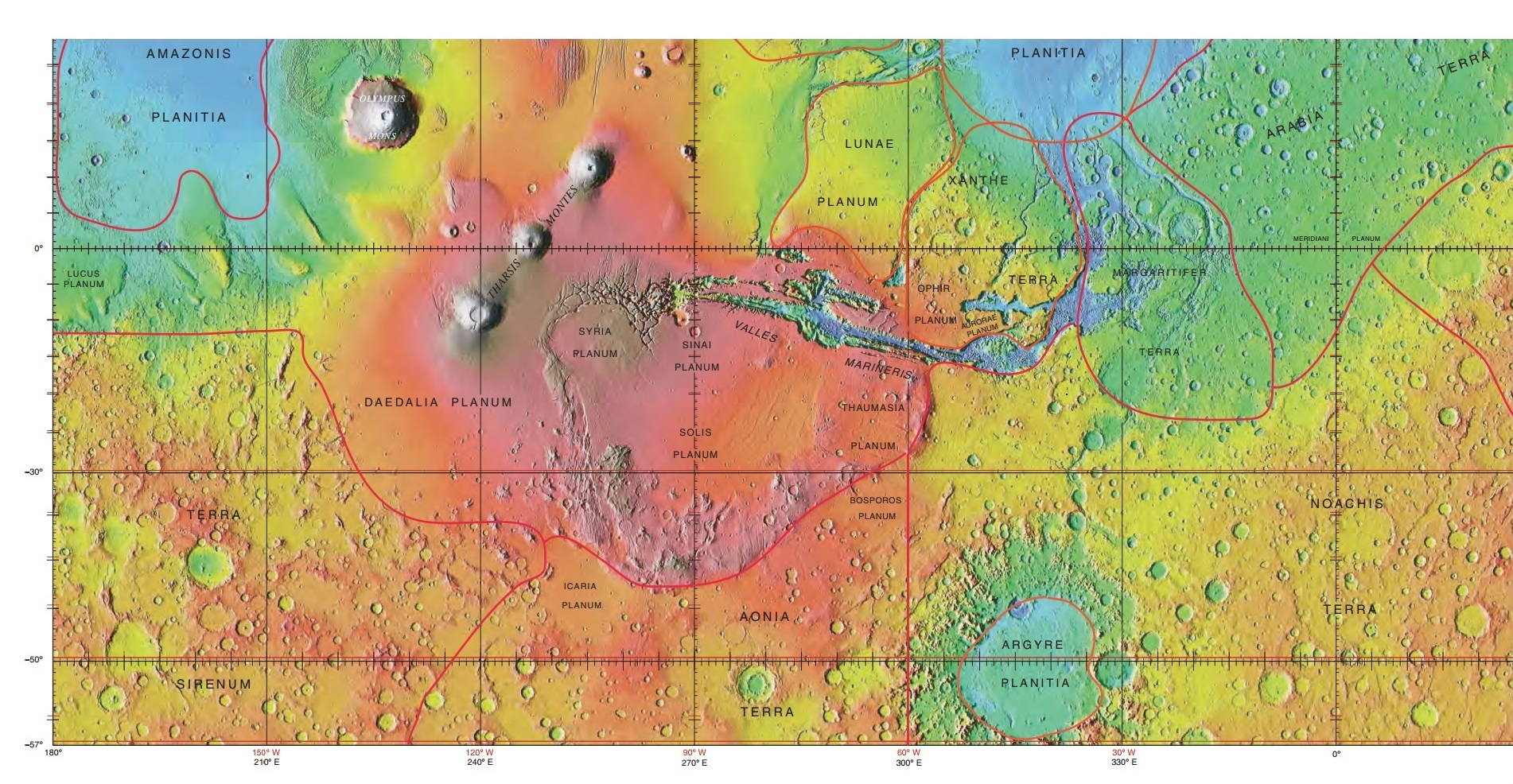
Mapa MOLA que mostra els límits de Terra Sirenum i altres regions.

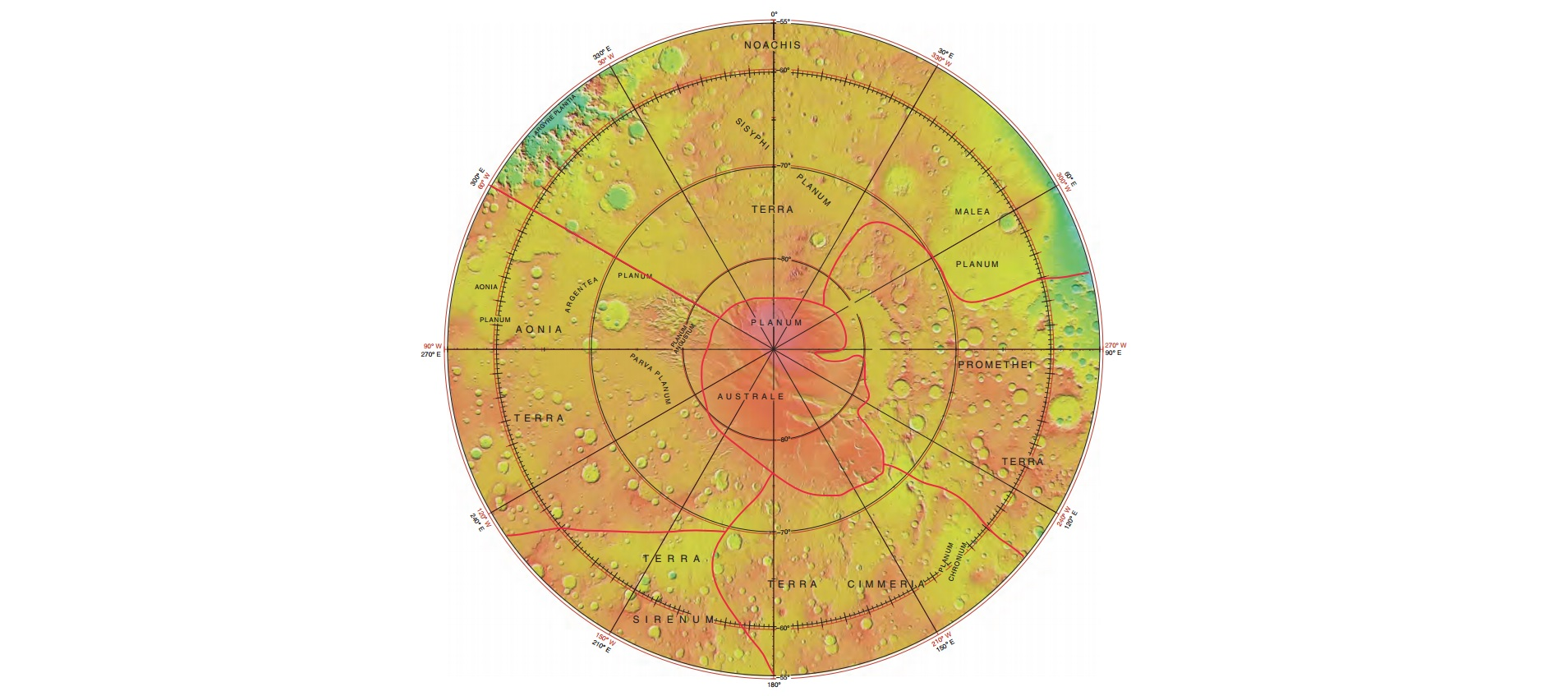
Mapa MOLA que mostra els límits de Terra Sirenum prop del pol sud i altres regions.

Terra Sirenum és una vasta regió de la superfície marciana, localitzada a l'hemisferi meridional del planeta. Terra Sirenum hi és centrada a les coordenades 39.49°S, 205.85°I i aconsegueix 3900 km en el seu extrem més llarg. Terra Sirenum és una regió notablement muntanyenca, gràcies als seus múltiples cràters, entre els quals s'inclou el cràter de Newton. Es creu que una àrea baixa de Terra Sirenum va contenir un llac, que finalment es va assecar a través de Ma'adim Vallis, una de les majors gorges de Mart.
Terra Sirenum porta el nom de les sirenes, que eren peixos o aus amb cap de dona. En l'Odissea aquestes dones capturaven als mariners i els mataven.